# Cyllopoda latimargo
Cyllopoda latimargo là một loài bướm đêm trong họ Geometridae.